# Franco Balduzzi

Franco Balduzzi

Franco Balduzzi (* 10. März 1923 in Zürich; † 1. November 1996) war ein Schweizer Physiker und von 1965 bis 1990 ausserordentlicher Professor für Bodenmechanik an der ETH Zürich.
Franco Balduzzi war Sohn des Bauingenieurs Anton Balduzzi und der Lisa, geborene Laupper. Er wuchs in Mailand auf, wo er die Schulen bis zur Reifeprüfung besuchte und von Herbst 1941 bis Sommer 1945 an der Universität Mailand studierte. Von 1946 bis 1948 arbeitete er als Praktikant bei der Entwicklung von Kristallzüchtungsapparaten bei Brown, Boveri & Cie. in Baden AG mit. Ab 1947 studierte Balduzzi Physik an der Abteilung für Mathematik und Physik der ETH Zürich mit dem Diplomabschluss als Physiker im Jahr 1952. Neben dem Studium beschäftigte er sich als Assistent am Institut für Mineralogie und Petrographie mit der Kristallsynthese. Im Jahr 1953 war er wissenschaftlicher Mitarbeiter an der Versuchsanstalt für Wasser- und Erdbau der ETH Zürich (VAWE) und führte erste Versuche über Bodenfrost durch. Von 1954 bis 1955 war er in dem Unternehmen Eternit AG in Niederurnen unter anderem bei der Materialprüfung und Entwicklungsarbeiten tätig.
1956 kehrte Balduzzi zur VAWE zurück und promovierte dort 1959 mit dem Thema „Experimentelle Untersuchungen über den Bodenfrost“ bei Professor Gerold Schnitter zum Doktor der technischen Wissenschaften. 1965 folgte die Wahl zum ausserordentlichen Professor für Bodenmechanik am VAWE, wo er zuvor als Sektionschef angestellt war. Im Jahr 1970 wechselte Balduzzi in das neu gegründete Institut für Grundbau und Bodenmechanik und ging 1990 in den Ruhestand.

## Schriften (Auswahl)
- Der AASHO-Strassentest: Dokumente und Auswertung. Beton-Verlag, Düsseldorf 1964.
- Bodenmechanik für den Strassenbau. Mitteilungen der Versuchsanstalt für Wasserbau und Erdbau an der Eidgenössischen Technischen Hochschule Nr. 79, Zürich 1969.
- Zementstabilisierter Oberbau: Witterungsbeständigkeit, Rissebildung, Verkehrsbelastung. VSS, Zürich 1990.